# عمر السيد
عمر السيد (1947- )هو فنان مغربي مخضرم ينتمي لفرقة ناس الغيوان الشهيرة حيث يعتبر قيدوم الفرقة منذ تكوينها عام 1970.

## نشأته
ولد في الدار البيضاء سنة 1947 وفي سنة 1963 شارك مع جمعية المسرح -رواد الخشبة - ليلتحق سنة 1967 بالجوق الجهوي بالدار البيضاء وفي سنة 1968 عمل كممثل محترف بالمسرح البلدي وبالتلفزة المغربية، عمر ينحدر من أسرة فقيرة من أب عامل بسيط وأم بدوية، يعترف عمر أنه كان كسولا في كل المواد ماعدا الكيمياء فهو لم يستمر طويلا في الدراسة حيث ثم طرده لشغبه ولكونه كان لصا كذلك. بعد ذلك عمل حمالا في ميناء الدار البيضاء، ثم عمل في معمل «الليمون» لينتقل بعدها إلى مدرسة العهد الجديد كمدرس مكان أخيه محمد الذي غادر المدرسة وهنا مارس السيد الموسيقى والمسرح مع تلامذته.

## مسيرته الفنية
أسس رفقة أصدقائه فرقة ناس الغيوان الموسيقية وكان عمر رئيس الفرقة، مارس السيد إلى جانب الغناء المسرح والتمثيل السينمائي والتلفزيوني وأعد وصلات إشهارية، كما أشرف على إعداد ديوان يضم معظم أغاني الفرقة وهو ديوان وثق كتابيا لأغان شفهية، كما أن أصالة وعتاقة بعض كلمات المعجم الغيواني التي لم تكن تخلوا من غرابة في السياقات اللغوية المغايرة للعصر الجديد لم تكن تسمح دائما لجميع المستمعين بإدراك وفهم القصائد الغيوانية على الوجه الصحيح وترديد ألفاظ بعض الأغاني بشكل صحيح، فهذا الديوان من شأنه فك اللبس وإزالة الإشكال عن معظم الكلمات.

## أعمال تلفزية وسينمائية ومسرحية
- الحراز (مسرحية) 1970
- حوت البر (مسلسل) 1993
- دم الآخر (فيلم) 1996
- لا تبحثوا عني (مسلسل) 1996
- سرب الحمام (مسلسل) 1998
- مبروك (فيلم) 1999
- عائلة السي مربوح 2001 2002
- مادو (فيلم مغربي) 2002
- موعد مع المجهول (مسلسل) 2004
- الحلم المغربي (فيلم) 2007
- تريكة البطاش (مسلسل) 2008
- مي تاجة (فيلم مغربي) 2009
- ماشي لخاطري (مسلسل) 2011
- زمن الإرهاب (فيلم مغربي) 2013
- دور بيها يا الشيباني (مسلسل) 2013
- ألوان في المنفى (فيلم مغربي) 2014
- جنب البحر (فيلم مغربي) 2015
- المطلقة (فيلم سينمائي) 2018
- بعض الأفلام المغربية الناطقة بالأمازيغية

## روابط خارجية
- عمر السيد على موقع IMDb (الإنجليزية)
- عمر السيد على موقع قاعدة بيانات الفيلم (الإنجليزية)

- ناس الإيوان دراسة وتحاليل